# Gromada Brzyska Wola
Gromada Brzyska Wola war eine Verwaltungseinheit in der Volksrepublik Polen zwischen 1954 und 1972. Verwaltet wurde die Gromada vom Gromadzka Rada Narodowa, dessen Sitz sich in Brzyska Wola befand und aus 21 Mitgliedern bestand.

Die Gromada Brzyska Wola gehörte zum Powiat Łańcucki in der Woiwodschaft Rzeszów (1945–1975). Sie wurde gebildet aus den bisherigen Gromadas Brzyska Wola, Jastrzębiec und Wólka Łamana der aufgelösten Gmina Kuryłówka.
Zum 1. Januar 1956 wurde die Gromada Brzyska Wola Teil des neugeschaffenen Powiat Leżajski.
Zum 1. Januar 1965 wurde das Dorf Słoboda aus der Gromada Adamówka der Gromada Brzyska Wola zugeordnet.
Die Gromada Brzyska Wola bestand bis zur Gebietsreform 1972.